# Tricot norvégien
Le tricot norvégien est un tricot réalisé entièrement en rond qui se caractérise par des motifs décoratifs de coloris différents que la majorité des gens dans le monde associe au folklore et à la culture des campagnes de la Norvège centrale et méridionale (norvégien : Sør-Norge). Il dépasse néanmoins rarement les trois couleurs et emprunte ses motifs à la flore scandinave, la faune locale, le climat nordique et la vie quotidienne des Norvégiens. Certains motifs proviennent d’une tradition ancestrale que le tricot partage avec les autres activités de l’industrie à domicile (norvégien : Husflid) typiquement norvégienne comme la broderie, la sculpture sur bois ou le rosemaling. Très encadré à partir du XIXe siècle par les associations regroupant les artisans à domicile, le tricot norvégien passera lentement de la production domestique à la mécanisation et l'industrialisation dans une économie mondialisée.
Un travail de promotion très efficace à l'échelle internationale a permis de répandre l'image du tricot norvégien dès le début du XXe siècle comme un emblème national reconnaissable par tous. Les articles les plus vendus dans le style norvégien sont les pull-overs, les moufles et les bonnets.

## Histoire

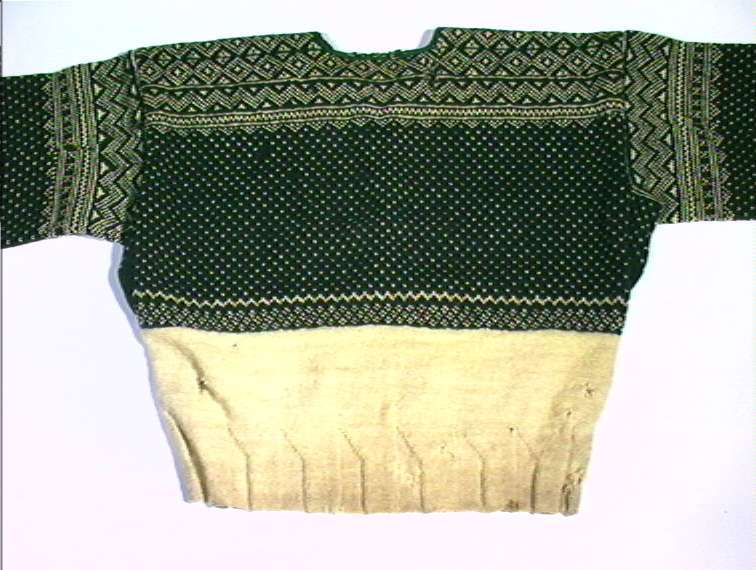
Le kofte ou lusekofte, gilet ou sous-pull exposé au musée folklorique norvégien

La technique du nalebinding est l''ancêtre du tricot. Cette technique s'est maintenue jusqu'à nos jours en Scandinavie, notamment pour la réalisation de moufles.
L'histoire de la propagation du tricot proprement dit en Norvège est peu connue. Un fragment de tricot datant de 1566-1567 a été retrouvé dans des fouilles réalisées à Bryggen, mais l'on n'ignore s'il s'agit d'un tricot réalisé sur place ou importé. Certaines sources indiquent que la technique du tricot était répandue dès les années 1630 dans les régions du Rogaland et du Trønelag dès les années 1630, mais il existe très peu d'artefacts venant corroborer cela. Il est par contre certain que la technique du tricot était répandue dans toute la Norvège au XVIIIe siècle.
Les objets tricotés les plus anciens dans les collections des musées norvégiens sont des importations d'articles de luxe datant du XVIIe siècle. Il existe probablement également une production indigène à cette époque. Dans différents pays européens, cette industrie textile est alors organisée en guildes. Ce n'est pas le cas en Norvège, mais la réalisation de vêtements utilitaires simples - tricotés à domicile - et destinés à la vente prédomine. La région du Rogaland est une des plus anciennes a s'être spécialisée dans ce type de production, d'abord avec des vêtements tricotés à la main, puis avec des vêtements tricotés à la machine.
Le tricot circulaire est très répandu, au plus tard dès le XIXe siècle. Au départ, il est réalisé au moyen d' aiguilles à deux pointes: jusqu'à 16 aiguilles sont utilisées pour réaliser des tricots de large circonférence! On ne sait pas précisément quand l'usage d'aiguilles circulaires s'est répandu et si cet usage s'est répandu uniformément entre les régions. Une telle aiguille est en effet présentée dans le magazine Dagmar en 1881, mais le magazine Urd présente encore ce même type d'aiguille comme une nouveauté en 1925.
Les premières filatures apparaissent dans la seconde moitié du dix-neuvième siècle. Les paysans livrent leur laine aux filatures, qui se chargent des étapes du nettoyage, du cardage, de la filature et de la teinture chimique de la laine. Au début du vingtième siècle, des entreprises textiles norvégiennes se mettent à commercialiser en masse des vêtements finis en laine, notamment des sous-vêtements, des bonnets, des vêtements de travail. Les vêtements tricotés à la main deviennent plus complexes et colorés.
Au vingtième siècle, les usines textiles norvégiennes produisant des vêtements en tricot font faillite en nombre dans les années 70 et 80. Certaines parviennent cependant à survivre en abandonnant la production de vêtements et en se centrant sur la production de fil de laine de haute qualité destiné essentiellement au tricot à la main.

## Vêtements traditionnels

### Pullovers

#### KofteetLusekofte (Setesdal)
Les voyageurs qui traversaient la Norvège au XIXe siècle observaient « sous ou sur la chemise de lin les hommes portaient un tricot de laine grossière dont les motifs variaient selon les régions et les vallées » Il s'agit du traditionnel kofte, pullover ou jacquette qu'on enfile par la tête, dont seule la partie supérieure était décorée de motifs traditionnels car la partie inférieure était enfilée dans le pantalon de sorte que l'on ne la voyait jamais. C'est en quelconque sorte l'ancêtre du pull-over norvégien contemporain.
Les différents motifs traditionnels remontent au début du dix-neuvième siècle. A la fin du dix-neuvième siècle, les Norvégiens se passionnent pour leur folklore : c'est la naissance du mouvement bunad, romantique et nationaliste. L'intérêt pour les habits traditionnels s'étend également aux vêtements tricotés. En 1928, Annichen Sibbern Bøhn entreprend de répertorier les différents modèles et publie le résultat de ses travaux en 1933. Depuis lors, tant le kofte que le lusekofte ne cessent de se réinventer.
Sur le plan technique, le tricot norvégien s’apparente au fair isle écossais ou au lopapeysa islandais. Le pull est tricoté entièrement en rond, de bas en haut, sur de fines aiguilles à double pointes, et la méthode la technique de la maille steek est utilisée pour l'encolure et les emmanchures. Le haut du pull est tricoté en jacquard, le plus souvent avec des mailles blanches se détachant sur fond noir ou l'inverse. Les fils sont tirés à travers tout le rang sur l'arrière du tricot, de ce fait les parties en jacquard utilisent près du double de laine et sont particulièrement chaudes.
Les motifs géométriques sont obtenus par la répétition de plusieurs motifs. Contrairement au lopapeysa islandais, où les motifs en jacquard sont agencés de manière circulaire tout autour du cou ou du col en formant une sorte de grande collerette au-dessus des épaules, le motif jacquard est horizontal dans l'écrasante majorité des pulls norvégien, recouvrant le haut du torse, les épaules et le haut des bras. Le jacquard est bicolore et est généralement composé d'une large frise décorative avec de grands motifs encadrée par une série de frises décoratives beaucoup plus étroites. La large frise décorative, constituée du plus grand nombre de rang, se situe au niveau de la poitrine.
Sur certains modèles de pull-overs spécifiques, on observe en plus de la broderie ou un élément décoratif en feutre cousu sur le tricot à la fin pour délimiter et augmenter l'effet ornemental du col; c'est surtout le cas avec le gilet traditionnel lusekofte. Le motif autour de l’encolure peut se répéter au bas du pull et des poignets pour obtenir un visuel équilibré et structuré.

##### Le pull Marius

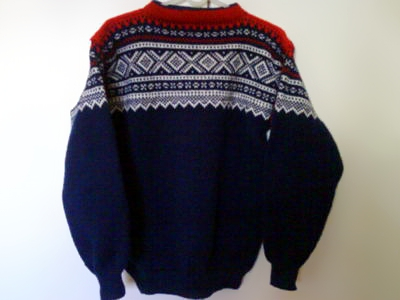
Le pull Marius, un des motifs norvégiens les plus connus, popularisé à travers le cinéma et l'alpiniste et aviateur Marius Eriksen.

Le pull-over norvégien le plus connu dans le monde, le motif Marius, est la création d' Unn Søiland-Dale, fortement inspirée par le modèle traditionnel du Lusekoffte du Setesdal. L'innovation qu'elle y apporte est dans le choix des couleurs, trois couleurs au lieu de l'habituel motif blanc sur fond noir, l'absence de motif Luse en dessous de la frise décorative et le fait que le bas du pull est foncé et non blanc.
Porté par son fils Marius, pilote de chasse, alpiniste, skieur et acteur, dans un film devenu culte en Norvège (Troll i ord) dans les années 1950, il deviendra très vite la référence absolue du pull norvégien à cause notamment de la présence des trois couleurs nationales norvégiennes : rouge, blanc et bleu.

### Mitaines et gants

#### Mitaines et gants Selbu
L'histoire des moufles et gants Selbu tels que nous les connaissons aujourd'hui remonte à 1855-56. Une jeune femme prénommée Marit Emstad a alors l'idée de tricot des moufles tricoté très finement arborant des motifs d'étoiles noires sur fond blanc, ce motif qui allait connaître un très grand succès et être appelé par la suite étoile de Selbu,. Précédemment, les femmes de ce district réalisaient des moufles et des gants en utilisant la technique du nalebinding. Les moufles de Marit rencontrent un franc succès parmi son entourage et toutes les femmes se mettent à réaliser des moufles semblables, utilisant une grande variété de motifs issus de la broderie, de la tapisserie et des sculptures sur bois.
Dans les années 1890, quelques moufles sont tricotées pour la vente. Dès les années 1900 cependant, l'industrie locale s'essouffle et une véritable industrie de tricot à domicile voit le jour. Dans les années 30, plus de 100'000 paires de moufles par étaient tricotées à Selbu et vendues aussi bien dans le pays qu'exportées à l'international. Le travail est payé à la pièce. Pour obtenir un meilleur rendement, les tricoteurs utilisent peu à peu de la laine moins fine, des aiguilles moins fines, une moins grande variété de motifs, etc.
Pour mettre un terme à l'érosion de la qualité, les revendeurs créent en 1934 la fédération Selbu Husflidcentral., laquelle définit un cahier des charges détaillant les spécificités du produit (type de fil, forme, dimensions et poids). Cette centrale regroupe des magasins et des producteurs de produits artisanaux de la région, essentiellement de Selbu mais aussi de Tydal. Elle contrôle la qualité et fait apposer un label d’authenticité sur les articles conformes à la norme de vente retenue.
À Selbu, il existe entre-temps plus de 400 modèles différents utilisés dans le tricot traditionnel ou moderne. Il existe des modèles pour hommes et pour femmes que l'on peut reconnaître non pas grâce au motif principal de la main mais grâce à la décoration et à la taille des poignets. Les inscriptions étaient assez courantes. Beaucoup de mitaines comportent des initiales.

Certaines caractéristiques permettent de différencier les mitaines Selbu des autres mitaines noires et blanches sans risque de se tromper : 

mitaines selbu

- La Selbu est une mitaine biface. Les motifs sur le dos de la main et ceux de la paume ne sont pas identiques, un liseré épais sépare bien les deux faces en suivant tout le pourtour de la mitaine ;
- Le pouce n'a pas le même motif décoratif que le reste des doigts ;
- La partie du poignet est séparé par un ou deux lisérés de manière à tricoter des motifs différents ;
- Les mitaines pour hommes sont toujours tricotées avec des manchettes courtes recouvertes de motifs variés ; le gant gauche comporte traditionnellement l'inscription « cadeau » entourée de danseurs et de pots de fleurs ou des motifs floraux ; le gant droit portent sur le dos de la main l'inscription « couple marié heureux » (lykkelig brudepar) en capitales et au milieu la lettre « H » ;
- Les mitaines pour femmes ont souvent des poignets plus longs sans motifs ou bien avec des rayures en zigzags ou ondulés.

Malgré la diversité incontestable des motifs sur les moufles comme sur les pullovers, l'étoile à huit branches demeure aujourd'hui sans conteste le motif le plus célèbre et le plus récurrent des produits labellisés « Selbu ». Il s'agit d'un symbole universel qui a existé à d'autres époques, à d'autres endroits et dans autant de cultures et de religions du monde entier. Et pourtant, l'usage linguistique en Norvège préfère désigner cette étoile ornementale par le nom emblématique de «rose de Selbu».

## Motifs
Derrière l’appellation générique de pull norvégien en usage plutôt en dehors de la Norvège que dans le pays lui-même, les Norvégiens préfèrent nommer les différents styles traditionnels qui indiquent en même temps le motif et le type de pull-over. Ceux qui reviennent le plus dans les magazines et la littérature spécialisés sont les suivants, :
| Nom du motif:           | Setesdal | Slalåm | Marius | Cortina | Tiril snøkristall | Tiril | Fana | Selbu |
| ----------------------- | -------- | ------ | ------ | ------- | ----------------- | ----- | ---- | ----- |
| Illustration du motif : |          |        |        |         |                   |       |      |       |

### Différents types de rose

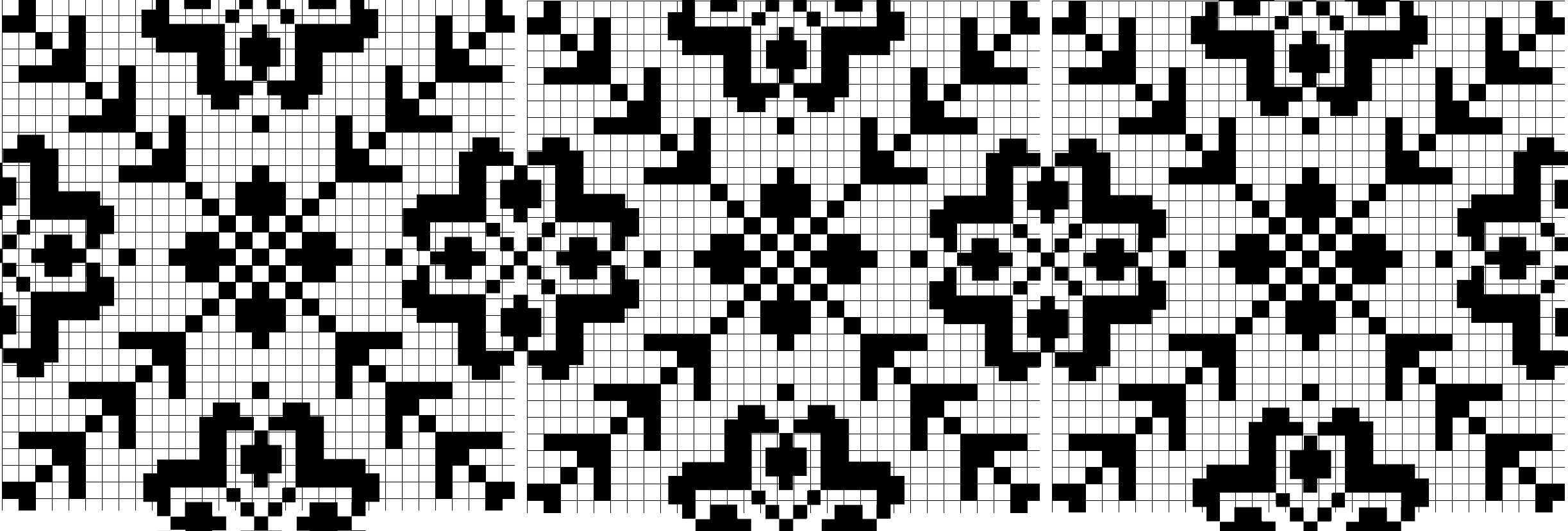
Skartrell : combinaison de roses, branches de sapin, araignées qui donne un motif « rose sans fin ».

La rose fait partie des décorations les plus appréciées des tricoteuses quel que soit le type de vêtement. Le terme générique de rose englobe toutefois de nombreuses formes différentes: l'appellation et la graphie peuvent varier selon les sources car tout dépend du mot retenu suivant qu'il est régional ou dialectal, écrit en nynorsk ou bokmål. Ces variations orthographiques peuvent désorienter une personne qui n'est pas familière de la souplesse graphique et lexicale des locuteurs norvégiens, et en particulier pour les termes vieillissants et géographiquement très localisés. Le nom de la rose se déduit le plus souvent de sa forme ou de la technique employé.
En qui concerne la rose dite de Selbu que l'on trouve beaucoup sur les gants et les pullover, le nombre indiqué ne fait pas référence à celui des pétales qui reste identique mais à celui des mailles qui influent par conséquent sur la taille et la largeur de la rose. Les nombres to, fir, seks et åtte, respectivement deux, quatre, six et huit en norvégien, indique le nombre de mailles à faire à la pointe du pétale. La forme reste identique à l'exception de la « rose deux mailles » (toskjænnros) où il faut se concentrer davantage pour reconnaître rapidement les huit petits pétales.
Les créatrices et pionnières de motifs de tricot ont souvent eu recours à l'association d'idée. Trienn signifie mot à mot « le trois » parce que la manière de dessiner la rose rappelle clairement le chiffre 3 orienté quatre fois vers le centre. La værhornros, signifiant la « rose aux cornes de bélier », tire son nom de la forme des quatre volutes principales qui nous font penser aux deux cornes d'un bélier. Il est inutile de revenir sur la forme classique du cœur quelle que soit l'orientation dans une frise ou pour dessiner une forme de rose.
| Nom du motif:  | Åttskjænnros | Seksskjænnros | Toskjænnros | Trienn | Værhornros | Tælvhørningsros | Tellros | Mothjart |
| -------------- | ------------ | ------------- | ----------- | ------ | ---------- | --------------- | ------- | -------- |
| Illustration : |              |               |             |        |            |                 |         |          |

### Motifs issus de la nature
| Nom du motif:  | Kongro | Snøkristall | Blomsteren | Appelsina | Grankvist, Tellkvist |
| -------------- | ------ | ----------- | ---------- | --------- | -------------------- |
| Illustration : |        |             |            |           |                      |

### Motifs répétitifs pour grandes surfaces et bandes

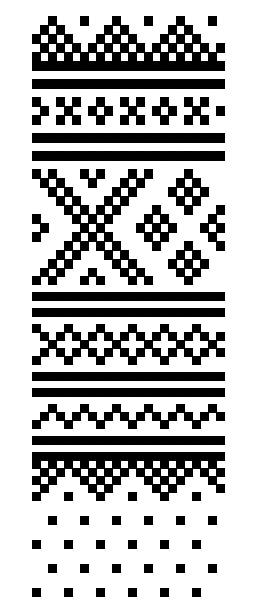
Style Setesdal pour pull-over par exemple. La bande de roses est complétée de manière horizontale par des motifs complémentaires.

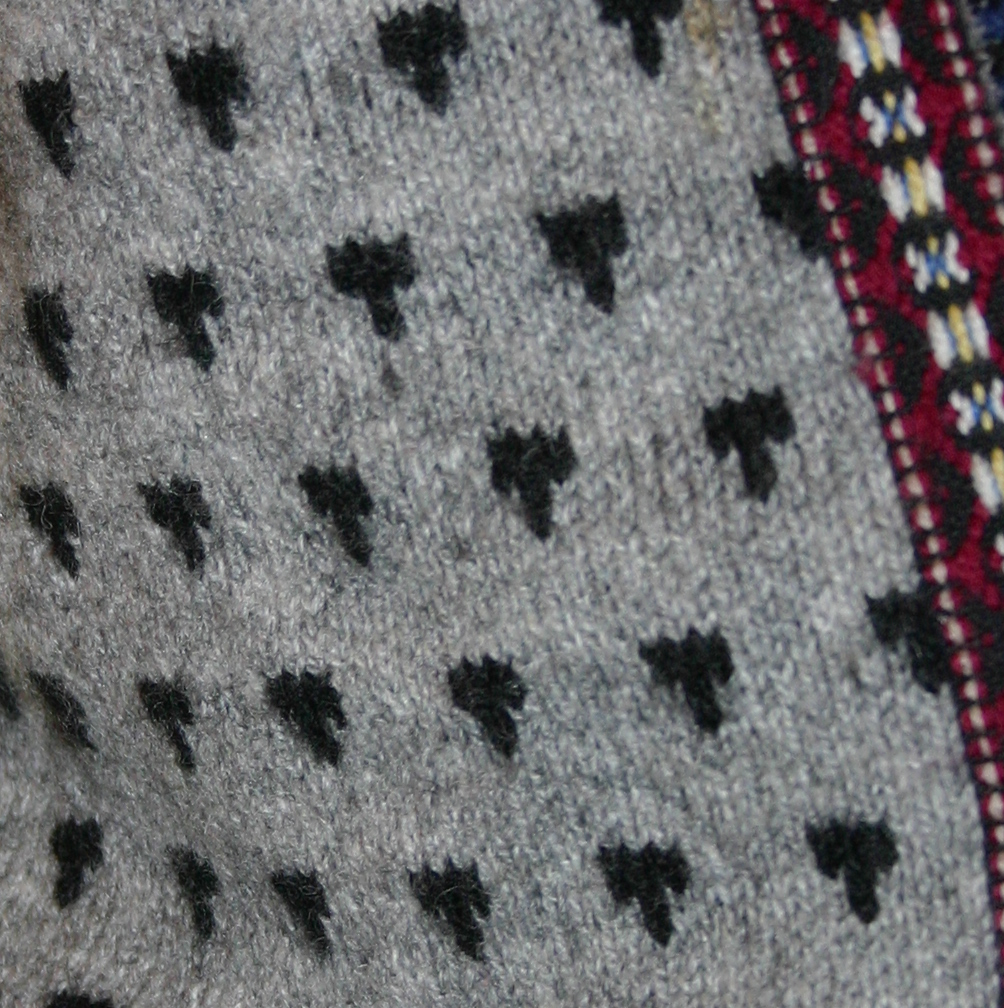
Gros plan sur les « puces » (luse), le motif caractéristique du lusekofte version Setesdal.

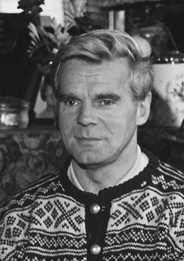
L'artiste Jakob Weidemann porte un Setesdal.

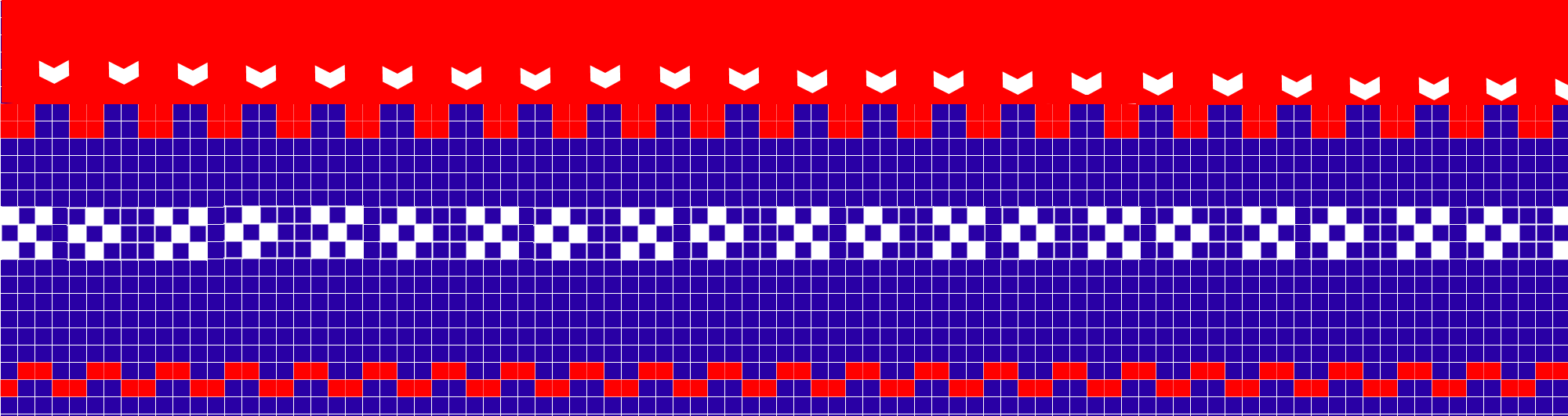
Introduction de la couleur, pull Marius, bande de denticules en rouge.

Les éléments décoratifs qui servent essentiellement aux bandes ou frises à l'encolure, aux bordures inférieures ou pour délimiter par des lignes séparatrices les motifs plus gros au niveau de la poitrine vont du plus simple comme des points rudimentaires d'une seule maille, parfois organisés en 4 ou 5 comme des dés, aux plus complexes comme des rangées de danseurs ou de rennes.
Loin d'être anecdotiques, ces motifs jouent un rôle décisif dans l'esthétique du tricot car ce sont ces bandes et lignes qui organisent le schéma global et la lecture du tricot. À l'origine on tricotait en noir et blanc. Pour obtenir un joli effet décoratif, il fallait jouer sur la symétrie, le parallélisme ou au contraire sur les contrastes en inversant des motifs ou en travaillant sur l'épaisseur plus ou moins importante des traits séparateurs.
La lecture du pull-over est verticale : on observe des rangées de motifs identiques faisant fonction de frise séparatrice. Si l'on prend l'exemple du motif Setesdal illustré ci-contre, on remarque six rangées parallèles dont deux comportent le même motif servant à clore le schéma décoratif: rangées de triangles pointés vers le haut pour finir la partie col-épaules et triangles pointés vers le bas pour terminer la succession de bandes ornementales. Les petits points en-dessous sont les puces typiques du modèle Setesdal qui rappellent aussi les gouttes de pluie. Entre ces deux rangées de triangles, la bande principale du schéma se distingue des autres par sa hauteur et par le motif caractéristique de cette vallée avec la combinaison de chevalets et de losanges. Le reste sert à mettre en valeur la bande principale en faisant écho aux motifs; on remarque en effet une ligne de losange en dessous et une ligne de croix au-dessus. La ligne de zigzags ferme la série. Pour renforcer l'effet visuel, il faut ensuite jouer sur les couleurs: motifs blancs sur fond noir et motifs noirs sur fond blanc.
Parfois, l'ensemble du gilet ou du pull-over peut être entièrement tricoté avec des roses complétées par quelques motifs complémentaires de sorte qu'il n'est pas nécessaire de combler les surfaces vides par des « puces » ou autres tout petits motifs. On parle dans ce cas de « endløsros, la rose sans fin. Le motif prend également le nom de Skartrell avec une kongro au centre, des roses unies entre elles par des branches de sapin. Le pull-over est plus chargé en décoration mais le travail de tricot est colossal.
| Nom du motif:  | M’en | Enkle dansere | Pynta dansere med hatt | Storkrokinn | Spyttklysa | Luse | V'en |
| -------------- | ---- | ------------- | ---------------------- | ----------- | ---------- | ---- | ---- |
| Illustration : |      |               |                        |             |            |      |      |

## Laine
Les moutons norvégiens sont principalement élevés pour produire de la viande.La majorité des pulls norvégiens ne sont pas tricotés avec de la laine produite en Norvège.
La laine produite localement est issue de petits troupeaux, de moins de 100 moutons adultes chacun. Quatre mille tonnes de laine sont traitées annuellement.

### Moutons
La grande majorité des moutons élevés en Norvège sont de la race Norsk kvit sau (NKS). En 2018, cette race de mouton à queue longue représentait plus de 74% du cheptel norvégien. Elle est le fruit de différents croisements réalisés dans les années 70. Sa laine est uniformément bouclée, brillante est très élastique.
Différentes races de moutons d'Europe du Nord à queue courte sont spécifiques à la Norvège :

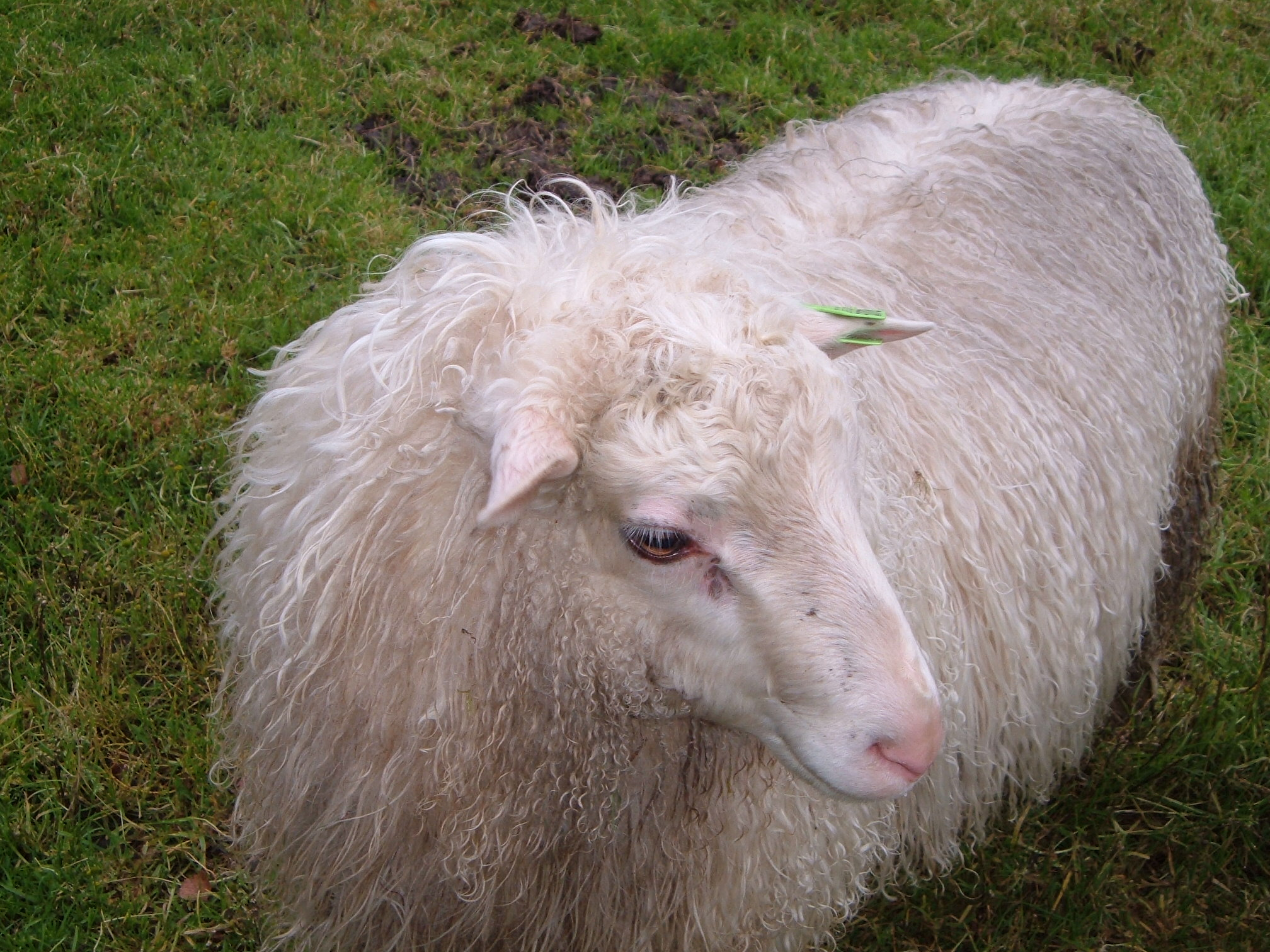
Agneau spælsau

- Old Spael Sheep (en norvégien : Gammelnorsk Spælsau) ; a été reconnu comme une race distincte en 2002[19] ; le terme Spael signifie queue courte. Il est considéré comme étant la race ovine d'origine en Norvège[3]. C'est une race fertile et de petite taille. Sa toison a deux couches : la couche externe est composée de longs poils lisses et brillants et la couche la plus proche de sa peau est elle composées de poils très fins et doux[3].
- Moderne Spælsau (en)  :Il descend du Old Spael Sheep et est le résultat d'une sélection des éleveurs pour obtenir une teinte uniforme, l'absence de corne et un animal de plus grande taille, au détriment de la qualité de la laine[19].
- mouton norvégien à fourrure (en anglais : Norwegian Pelt Sheep ; en norvégien : Norsk Pelssau) : toison grise ou blanche, particulièrement bien adapté au feutrage de la laine. Cette race a été créée dans les années 60 en croisant le mouton suédois Gotlandvar avec le mouton Spaelsau; en 2018, cette race ne représentait que 1,4 % du cheptel norvégien[3].
- vieux mouton norvégien (en anglais : Old Norse Sheep ; souvent appelé Villsau - mouton sauvage en norvégien - bien que cela ne soit pas son nom officiel[19]) ; élevé au Danemark

### Filatures

#### Sandnes Garn
Sandnes Garn est une usine de textile norvégienne fondée en 1888 avec le nom initial de Sandnes Uldvarefabrik (Usine d'articles en laine). Elle produit depuis le XIXe siècle des fils et de la laine pour le tricot et le crochet.. Elle est la plus ancienne usine de fabrication de fil à tricoter ainsi que la plus grande des filatures en activité en Norvège.
Sandnes Garn détient les droits sur les instructions de tricotage du pull Marius. Son autre grande contribution à l’expansion du tricot norvégien est d’avoir créé en 1954 un club de tricoteurs appelé StrikkEss. Cela leur permettait d’écouler leur marchandise et de fidéliser les clients. Néanmoins ce Au plus fort de son activité, le club comptait dans les 50 000 membres. Le club publiait tous les trimestres un bulletin avec des nouvelles et des nouveautés dans le secteur du tricot ainsi que des instructions et des patrons pour les lecteurs. C’est notamment le bulletin du club StrikkEss qui rendra célèbre le pull Marius en mettant à sa une le skieur Marius Eriksen arborant ce modèle.

#### Rauma Ullvarefabrikk
Rauma Ullvarefabrikk est une usine de textile norvégienne fondée en 1927. Elle vend des articles bunad, majoritairement tissés avec de la laine norvégienne. La compagnie est également spécialisée dans la vente de laine aux particuliers. Ses produits domine les rayons de laine dans les magasins d'artisanat norvégiens.

#### Hilllesvåg ullvarefabrikk
Hilllesvåg ullvarefabrikk est une entreprise familiale depuis 1898. Son principal produit est la laine pour le tricot à la main.

## Designers

### Annichen Sibbern Bøhn
Annichen Sibbern Bøhn (1905-1978) était ine créatrice et collectrice de modèles de tricot et s’illustra dans son pays surtout par la sortie en 1929 de son livre de référence en la matière Norske strikkemønstre. Ce fut un bestseller en Norvège et le livre a été traduit et publié en anglais en 1952.

### Unn Søiland-Dale
Titulaire de la médaille du mérite royal en 2002 pour avoir rendu célèbre le tricot manuel norvégien à l’échelle internationale, la créatrice et entrepreneuse Søiland-Dale (1926 - 2002) a été pionnière dans la modernisation et la promotion du pull norvégien. Elle est ainsi la première à populariser l'expression Norwegian sweater, quand bien même cette expression n'existe pas en tant que telle en norvégien.
Première femme à être membre de la fédération des industries de Norvège pour représenter l’industrie domestique autour du tricot, le journal national Aftenposten la déclare être « notre ambassadrice du tricot » en 1981. Bien que son nom soit systématiquement associé au pull Marius inspiré du gilet traditionnel (kofte) de la vallée Setesdal en 1954, elle a créé le modèle « Esquimau » en 1952, puis fondé en 1953 sa propre entreprise « Lillun Sport S.A.» qui devient par la suite « Lillunn Design of Norway ». Les autres modèles de pull-over suivent avec le Finnmark, le Nordkapp, le Viking, le Fisk, le Lyn, le Snøkristall-Oslo et le pull de l’école de ski de Tomm Murstad évoqué plus bas. Ce n’est que dans les années 1990 que la loi assimile les modèles des patrons de tricot aux autres formes de brevets d’invention.
En créant des petites centrales réparties partout dans le pays, elle donne forme à cette industrie domestique qui lui permet de vendre et d’exporter des produits locaux faits main. Elle-même a démarré très modestement : en 1952, elle travaille comme consultante pour la société Sandnes Garn pour pouvoir se payer la laine de ses propres tricots. Elle achetait la laine au prix d’usine à la condition de vendre des patrons à l’entreprise Sandnes Uldvarefabrikk évoquée plus bas. Elle vendait les descriptifs et les patrons pour les tricots mais n'a jamais vendu les droits de production. Elle épouse le dessinateur, designer et publiciste Knut Yran qui a illustré en 1955 un livre avec de nombreuses planches sur le nouveau concept du pull-over norvégien conçu par sa femme Søiland-Dale. Sur la couverture du livre on aperçoit Marius Erikson qui porte le fameux pullover devenu emblématique.
Jean-Charles de Castelbajac rend visite à Søiland Dale la première fois en 1976 pour qu’elle collabore avec lui sur une collection de tricots. Il s’intéresse également à ses plaids et ses capes en laine. Les motifs des plaids de la marque Berger de Svelvik attirent particulièrement son attention. La marque Berger travaille avec l'artiste peintre Thorolf Holmboe dont les motifs favoris se composent de mouettes, ours blancs, rennes et harfangs des neiges au début du XXe siècle. Søiland Dale commença à produire des capes de laine avec ces motifs. Unn Søiland Dale dessina aussi des collections de tricots auprès d’autres maisons de mode parisiennes comme Hubert de Givenchy, Christian Dior, Paulette ou à Berlin avec la maison Uli Richter. Dans ces années 1970-1980, elle développe sa technique et sort du motif traditionnel tout en intégrant l’un ou l’autre motif tiré de Eskimo, Frisk ou Finnmark. C’est dans cette période qu’elle ajoute les fils de soie, la laine mohair et des fils métalliques pour donner un nouveau style à ses créations au contact de la haute couture.

### Arne & Carlos
Arne & Carlos est un duo de designers composé du Norvégien Arne Nerjordet et du Suédois Carlos Zachrison. Installés en Norvège, ils commencent leur carrière en lançant ensemble une marque de tricots haut de gamme, qui fait cependant rapidement faillite. Ils créent alors une nouvelle société de graphisme et de design et accèdent à une renommée internationale en 2011 avec la publication d'un manuel de tricot pour la réalisation de boules de Noël. Depuis lors, ils ont publié d'autres livres de tricot, traduits dans de nombreuses langues. Ils sont des stars mondiales du tricot et contribuent à perpétuer la tradition du tricot de style norvégien par la création de nombreux modèles dont les instructions sont en vente sur leur site ainsi que diffusées à travers les réseaux commerciaux des marques laines avec lesquelles ils ont des partenariats.
Arne & Carlos sont par ailleurs des collectionneurs de vêtements norvégiens traditionnels ainsi que de manuels et de fascicules de modèles de tricot. Ils animent une chaine youtube éponyme en anglais, où ils présentent des tutoriels pour apprendre les techniques de tricot à la main norvégien ainsi que l'évolution du tricot en Norvège et leur collection d'artefacts liés au tricot.

### Annemor Sundbø
Annemor Sundbø est à la fois une romancière et une experte reconnue de l'histoire du tricot, de l'histoire textile norvégienne en général. Elle a créé de nombreux modèles de tricot norvégien traditionnel et publié plusieurs livres consacrés à ce sujet. A ce titre, elle est très régulièrement invitée à l'international pour donner des conférences sur ses ouvrages et l'histoire du tricot norvégien. Sa contribution à la préservation et à la diffusion des connaissances relatives à cette tradition lui ont valu en 2013 la médaille royale du mérite.

### Facteurs ayant facilité la popularisation du tricot norvégien

#### Lutte contre la contrefaçon
À cet effet, la centrale des artisans de Selbu fit imprimer des affiches réalisées par le dessinateur Per Cl. Johannsen pour sensibiliser les acheteurs au problème de la contrefaçon, également en langue anglaise pour le marché nord-américain. L’affiche anglophone qui représente une skieuse en avant-plan et un skieur dévalant une pente en arrière-plan explique que les seuls articles de tricot Selbu authentiques portent le label SH ; il s’agit d’un bouton avec les initiales de la centrale posé sur une boucle de fil de laine.

« Les vrais articles de Selbu tricotés à la main sont commercialisés uniquement avec le label d’authenticité qui garantit une qualité de premier choix. Tous les articles sont contrôlés, tricotés à Selbu, Norvège, à partir des meilleures sortes de laine norvégienne. Méfiez-vous des imitations ! Vérifiez qu’il y a bien le label « SH » ! C’est votre garantie ! »

— Selbu Husflidcentral
.

#### Le ski, le tourisme hivernal et les motifs norvégiens
Les pullovers dits « norvégiens » commencent à devenir la mode à partir des premières grandes victoires de sportifs norvégiens aux compétitions de sport d’hiver. À cette époque, les tenues de compétition n’étaient pas autant standardisées qu’aujourd’hui. La culture locale se remarquait encore dans le look des sportifs. Reconnaître les Norvégiens n’était pas particulièrement difficile puisqu’ils portaient des pulls tricotés avec des motifs folkloriques. Plus que les moufles, ce sont d’abord et avant tout les pull-overs qui feront naître la « marque norvégienne » dans l’imaginaire collectif.
- La rose de Selbu et d’autres motifs restent aussi intimement liés aux sports de plein air et particulièrement le ski. Bien que les usines aient largement remplacé la laine depuis longtemps dans les vêtements de ski, des pull-overs tricotés de manière industrielle continuent de copier les motifs traditionnels norvégiens et les créateurs continuent d’utiliser des motifs norvégiens dans leurs lignes de vêtements car le créneau reste porteur[28].

#### Expansion du motif dit Selbu

La commune de Selbu a logiquement adopté la rose à huit branches du tricot local pour son blason communal.

L'un des motifs extrêmement célèbre du tricot norvégien est une étoile à huit branches que deux femmes ont contribué à populariser. Leur destin est associé par les Norvégiens à la naissance de l'identité norvégienne dans un contexte sociopolitique où le pays a besoin de se définir par rapport aux pays scandinaves voisins qui ont été maître de la Norvège avant son indépendance déclarée le 7 juin 1905.

Les sportifs norvégiens étaient et sont toujours des ambassadeurs remarquables des gants Selbu. Les équipes olympiques de 1960 et 1964 étaient toutes deux équipées d'articles estampillés Selbu. Les expéditions belges au pôle Sud et les forces américaines en Allemagne étaient également équipées de gants et moufles Selbu. 

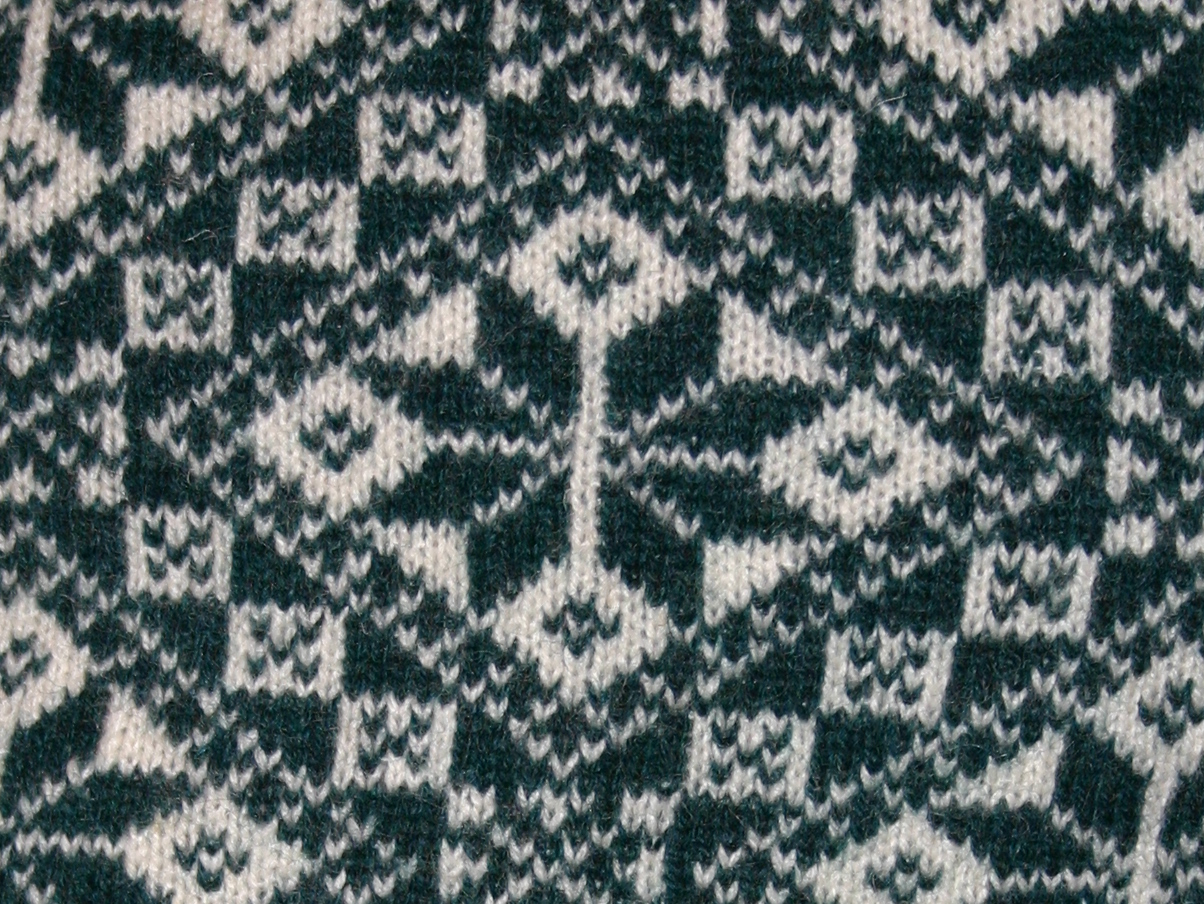
Gros plan sur la rose de Selbu.

À Selbu comme dans d'autres régions scandinaves, la moufle occupe une place spéciale : la coutume voulait que la mariée offrît à tous les invités de la fête de noces des moufles tricotées soi-même avec des motifs créatifs,. Le rouge était la couleur des fêtes et des grandes occasions, et pour les mariages beaucoup de mitaines ou moufles étaient en rouge. Ils ont été traditionnellement tricotés en noir et blanc et progressivement en rouge. Il y avait aussi des écharpes et des bandeaux tricotés pour les hommes. Une paire de mitaines rouges était souvent un cadeau de la mariée à son époux. C'est dans ce contexte qu'il faut replacer l'anecdote de la jeune bergère Marit. En Scandinavie, il y avait notamment des mitaines qu'on portait aux cultes, d'autres pour les mariages ou d'autres pour le travail au quotidien.

### Personnalités ayant contribué à faire connaître le tricot norvégien

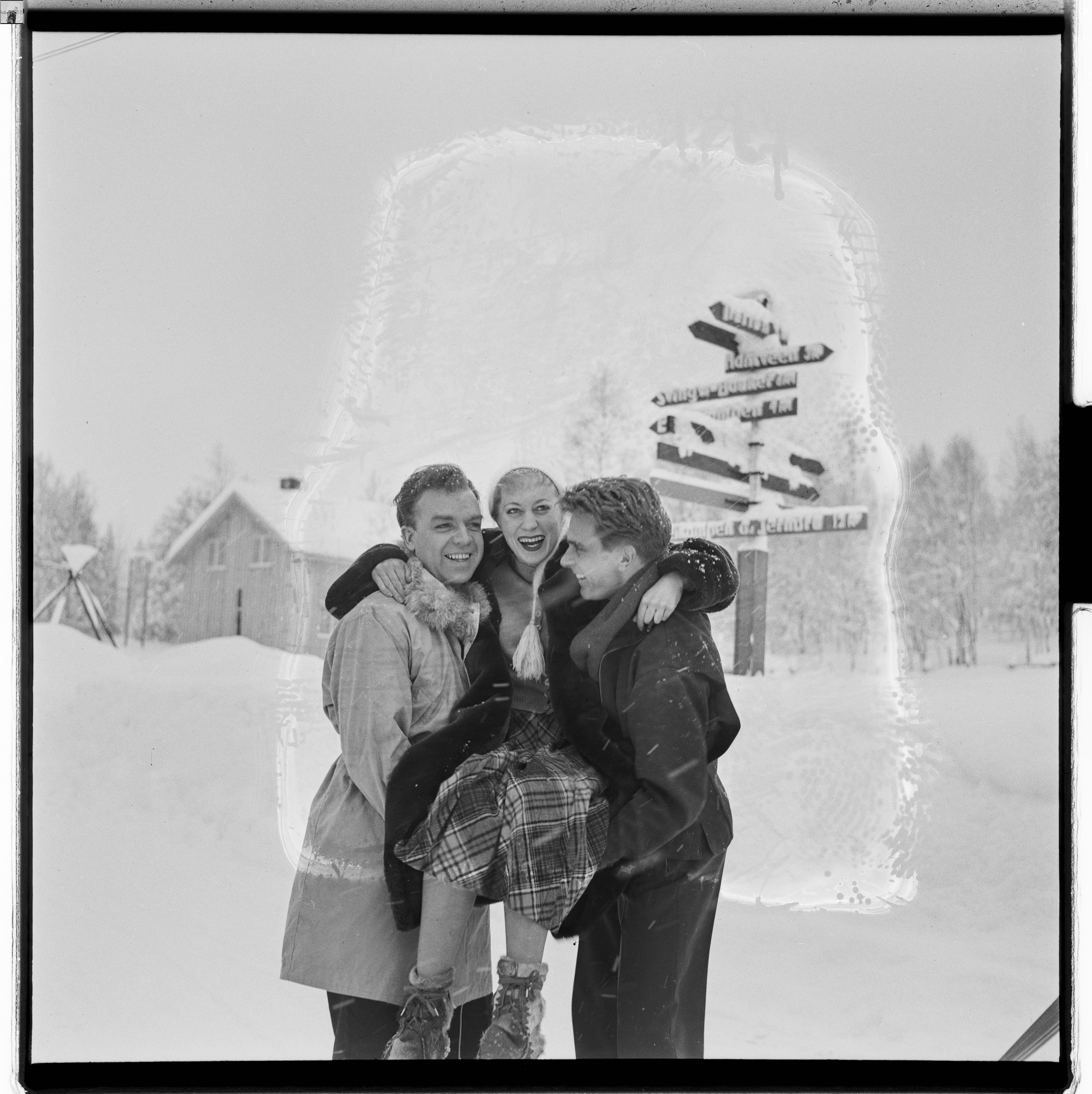
Les Ericksen dont la célébrité a favorisé la popularité du tricot norvégien

#### Marius Eriksen
Pilote de chasse de la Force aérienne royale norvégienne pendant la Seconde Guerre mondiale, Marius Eriksen deviendra une icône de cinéma et un personnage célèbre dans les années 1950 en Norvège.
Champion de ski, il utilise sa notoriété de sportif polyvalent et d'acteur talentueux dans les films et pour les séances photos de magazines. Portant des modèles de pull-over inspirés des motifs traditionnels, il vend bien l'image d'une nation jeune, dynamique en représent son pays dans le monde du sport. Son environnement familial lui est favorable car sa mère Birgit Eriksen pratique également le tricot traditionnel et a créé le motif Cortina.
Il fait la une des magazines féminins comme celle du Alle Kvinners Blad où il pose en compagnie de sa femme Bente Ording Eriksen ou celle du magazine de tricot Strikk-ess en 1954 pour lequel il sert de modèle.
Une autre photo issue du film Troll i Ord a maintes fois été reprise par la presse est celle où il est allongé dans la neige avec l’actrice danoise Astrid Ibsen : elle porte un pull Eskimo dessiné par la même créatrice U.S. Dale et il porte un pull Setesdal[réf. nécessaire].

#### Tomm Murstad
Skieur alpin, moniteur et entraîneur de ski pour la Norvège et la France, Tomm Murstad (1915 - 2001), promeut des articles de sport norvégien aux États-Unis, en Norvège, en France er dans les pays alpins. Possédant son propre magasin d’articles de sport à Oslo, il utilise sa notorié d'entraîneur de l’équipe olympique de Norvège en ski alpin en 1952, l’année où son ami Stein Eriksen gagne la médaille d’or.

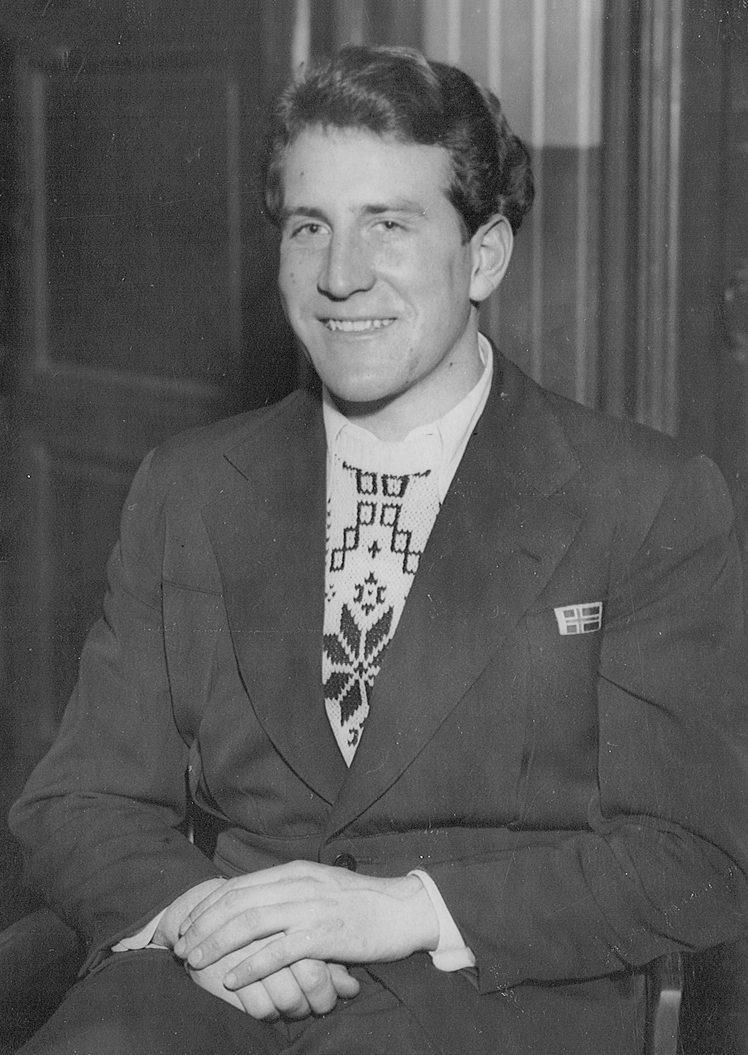
Tomm Murstad vêtu d'un pullover norvégien avec la rose de Selbu.

Il pose pour la couverture d'un magazine de tricot pour montrer le pull Eskimo de Unn Søiland-Dale. Il participe à la création d'un pull norvégien typique pour son école de ski[réf. nécessaire].

#### Tiril Eckhoff
Tiril Eckhoff est championne olympique à Sotchi en 2014 et sextuple championne du monde en biathlon épreuves individuelles.
Elle a utilisé son image de star sportive norvégienne pour lancer un nouveau motif de pullover qui porte son prénom comme pour le Marius. La société Sandnes Garn, a travaillé en partenariat avec la championne pour développer ce motif norvégien qui se décline en deux variantes: la première plus classique répond aux critères du pull norvégien mais avec une décoration spécifique et la seconde qui reprend un des motifs du premier mais de manière ajourée. Tiril Eckhoff rédigera les instructions et réalisera le patron elle-même pour qu'ils soient publiés dans le magazine de la marque Sandes Garn.

## Raccommodages et transformations
Traditionnellement, les tricots norvégiens étaient raccommodés ou recyclés. Les trous causés par des mites étaient remaillés, les parties plus sujettes à l'usure comme les coudes également, les poignets détricotés et re-tricotés, etc. Les parties les moins usées d'un vêtement étaient souvent utilisées pour en coudre un nouveau, un pull pouvant ainsi devenir un sous-vêtement ou une semelle en laine.